# Bà Tân Vlog
Nguyễn Thị Tân (sinh năm 1967), thường được biết đến với tên gọi Bà Tân Vlog là một YouTuber người Việt Nam. Kênh của bà hiện có hơn 4 triệu lượt đăng ký và hơn 900 triệu lượt xem trên kênh YouTube Bà Tân Vlog.
Với việc đạt 1 triệu người đăng ký, kênh của bà nằm trong top 3 kênh YouTube sở hữu nhiều người đăng ký nhất trong ngày và xác lập kỷ lục Việt Nam. Bà cũng là hiện tượng của mạng xã hội Việt Nam vào giữa năm 2019. Bà là người phụ nữ nông dân đầu tiên nhận nút vàng YouTube, với thời gian để nhận nút vàng trong 20 ngày.

## Tiểu sử
Bà sống tại thôn Chùa, xã Xuân Hương, huyện Lạng Giang, tỉnh Bắc Giang (nay là xã Mỹ Thái, tỉnh Bắc Ninh). Bà là một nông dân có hoàn cảnh khó khăn. Bà còn phải vay tiền, cầm sổ đỏ để có kinh phí trang trải cuộc sống, lo cho các con ăn học và chữa bệnh ung thư cho chồng ở Hà Nội. Sau đó, chồng bà mất, một mình bà phải nuôi các con và gánh một khoản nợ chồng chất. Ngoài ra, bà cũng từng trải qua nhiều nghề khác nhau như phụ hồ, cấy thuê… để kiếm thêm thu nhập. Bà có ba người con gồm 2 nam, 1 nữ: Nguyễn Văn Hưng, Nguyễn Văn Hậu và Nguyễn Thanh Lương (con nuôi).

## Nổi tiếng
Khoảng đầu năm 2019, kênh Hưng Vlog của Hưng - con trai cả của bà Tân có làm những video xuất hiện người mẹ của mình. Điều này đã khiến rất nhiều người theo dõi kênh của Hưng nhận ra bà Tân. Anh đã tạo cho mẹ một kênh riêng và không ngờ sau đó bà Tân trở thành hiện tượng của mạng xã hội.
Ngày 25 tháng 5 năm 2019, kênh Bà Tân Vlog đạt 1 triệu lượt đăng ký chỉ sau 20 ngày ra video đầu tiên. Đây là một điều hiếm thấy ở các kênh YouTube Việt Nam vì chưa có kênh nào sở hữu 1 triệu lượt đăng ký nhanh đến như vậy. Ngoài ra, kênh còn đứng thứ 3 trong các kênh YouTube có sự tăng trưởng lượt đăng ký nhiều nhất trong ngày (theo Social Blade). 
YouTuber nổi tiếng người Thụy Điển PewDiePie cũng phải khó tin và nghi ngờ khi tình cờ phát hiện ra kênh youtube của bà trong một buổi livestream của mình trên nền tảng DLive.
Ngày 29 tháng 5 năm 2019, Đài Truyền hình Việt Nam đã mời bà tham gia chương trình Người phụ nữ hạnh phúc của Ban Sản xuất các chương trình Giải trí - Đài Truyền hình Việt Nam và đã nhanh chóng liên hệ với Tổ chức kỷ lục Việt Nam để xác nhận kỷ lục cho bà, chỉ 4 ngày sau khi đạt 1 triệu người đăng ký.
Ngày 9 tháng 6 năm 2019, Tổ chức kỷ lục Việt Nam đã trao tặng kỷ lục trên cho bà Tân. Cùng ngày, kênh Bà Tân Vlog đạt 2 triệu lượt đăng ký sau 15 ngày kể từ lúc kênh đạt 1 triệu lượt và sau 35 ngày kể từ khi video đầu tiên được đăng tải.
Ngày 23 tháng 6 năm 2019, bà xuất hiện trong chương trình Người bí ẩn mùa 5, tập 6, cùng với sự góp mặt của Trấn Thành, Việt Hương, ca sĩ Ngọc Sơn, nghệ sĩ Ngọc Huyền.
Ngày 23 tháng 10, bà xuất hiện trong chương trình Thách Thức Danh Hài và vào đến vòng 4 với mức thưởng 40 triệu.
Hiện tại, kênh Youtube của Bà Tân Vlog đã đạt được 4 triệu lượt đăng ký.

## Nổi bật
Điểm chung video của bà là về ẩm thực với các món ăn được làm với số lượng lớn hoặc kích thước ngoại cỡ trong một lần nấu. Bà cũng có những câu mang tính biểu tượng như:
| “ | Cuộc đời bà đã gần sáu mươi nồi bánh chưng rồi mà bà chưa thấy cái nào … như cái này các cháu ạ. | ” |

| “ | Xin chào tất cả các cháu đã quay trở lại kênh Youtube của Bà Tân Vlog | ” |

| “ | Hôm nay, bà lại làm món … siêu to khổng lồ các cháu nhé! | ” |

## Vấn đề xã hội
Điều bất thường về các video của bà là thoạt nhìn rất bình thường nhưng lại thành công hơn cả MV của các ca sĩ tốn kém đầu tư. Giải thích điều này, các nhà nghiên cứu văn hóa đã cho rằng: "Các clip này đều hướng tới đối tượng là giới trẻ và sức hút từ các clip ấy lại đến từ chính sự giản dị, mộc mạc. Dù các món ăn thực hiện không có gì cao siêu, khó thực hiện nhưng chất giọng địa phương, trang phục, gương mặt của nhân vật không cầu kỳ, không trang điểm hóa ra lại là điểm cộng trong mắt người xem".

## Ảnh hưởng
Làn sóng "Người già làm Youtube" đã có trước khi kênh Bà Tân Vlog thành lập. Một trong số đó là kênh "Bà già 61 tuổi" đã trở một hiện tượng tức thì và gây được tiếng vang lớn. Từ khi kênh Bà Tân Vlog trở nên nổi tiếng, trang mạng Youtube đã chứng kiến sự xuất hiện hàng loạt các kênh ăn theo sự nổi tiếng của Bà Tân Vlog. Nội dung các kênh này chủ yếu quay cảnh đời thường của họ như đi làm ruộng, nấu các món ẩm thực đồng quê.